# كأس الدوري الياباني 2001
كأس الدوري الياباني 2001 (باليابانية: 2001年のJリーグカップ) هو الموسم 9 من كأس الدوري الياباني. أشرف على تنظيمه دوري الدرجة الأولى الياباني، وكان عدد الأندية المشاركة فيه 28، وفاز فيه يوكوهاما مارينوس.